# Centrelus spinosus
Centrelus spinosus är en mångfotingart som först beskrevs av Loomis 1968.  Centrelus spinosus ingår i släktet Centrelus och familjen Atopetholidae. Inga underarter finns listade i Catalogue of Life.